# Riebeckiet

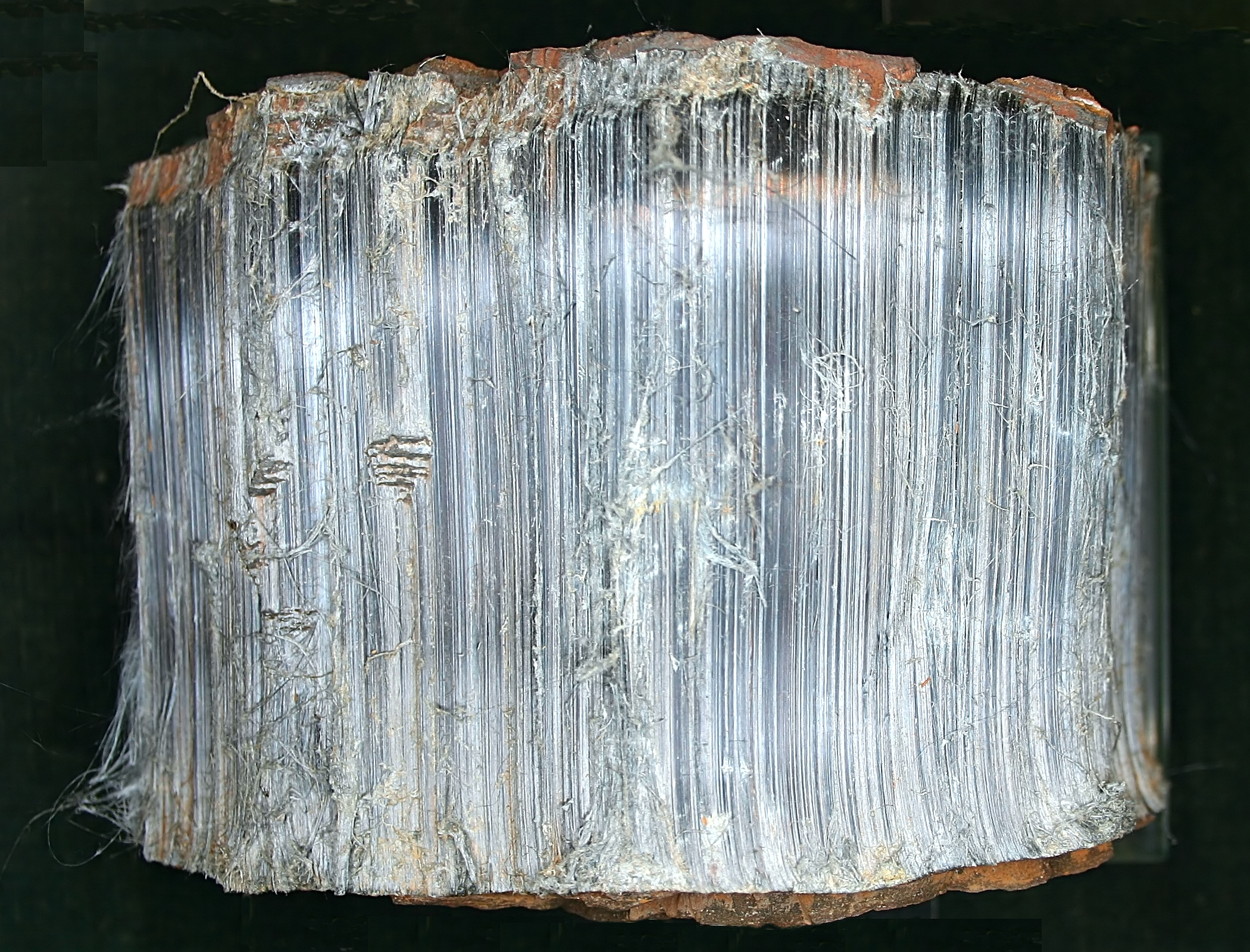
Crocidoliet, een vorm van Riebeckiet

Het mineraal riebeckiet is een natrium-ijzer-inosilicaat met de chemische formule Na2Fe2+3Fe3+2(Si8O22)(OH)2. Het behoort tot de amfibolen.

## Eigenschappen
Het donkergroene, blauwe of zwarte riebeckiet heeft een groenbruine streepkleur, een glas- tot zijdeglans en een perfecte splijting volgens kristalvlak [110]. De gemiddelde dichtheid is 3,4 en de hardheid is 4. Het kristalstelsel is monoklien en het mineraal is noch radioactief, noch magnetisch. De asbest-variant van riebeckiet wordt crocidoliet genoemd.

## Naamgeving
Het mineraal riebeckiet is genoemd naar de Duitse reiziger Emil Riebeck (1853 - 1885).

## Voorkomen
Riebeckiet is een algemeen mineraal in magmatische en metamorfe gesteenten. De typelocatie is het Jemenitische eiland Socotra in de Indische Oceaan. Het wordt ook in de Kaapprovincie in Zuid-Afrika gevonden.